# Annona praetermissa
Annona praetermissa är en kirimojaväxtart som beskrevs av William Fawcett och Alfred Barton Rendle. Annona praetermissa ingår i släktet annonor, och familjen kirimojaväxter. Inga underarter finns listade i Catalogue of Life.